# Liste de localități din România grupate pe județe
Aceasta este o listă a localităților din România, grupate pe județe. Alegeți județul care vă interesează.